# Arnold Wurm
Friedrich Arnold Wurm (* 1878; † 7. August 1933 in Wittenberg unter ungeklärten Zuständen) war ein deutscher Verwaltungsjurist und Kommunalbeamter. Von 1920 bis 1933 war er Oberbürgermeister von Wittenberg.

## Leben
Wurm studierte an der Friedrichs-Universität Halle Rechtswissenschaft. 1900 im Corps Palaiomarchia recipiert, zeichnete er sich als Senior aus.
Ab 1912 war Wurm in Halle (Saale). Hier wurde er am 30. November 1914 (schon im Ersten Weltkrieg) gewählt, war er ab 4. Januar 1915 bis in die Weimarer Republik (1920) besoldeter Stadtrat in Halle (Saale). Gewählt war er in Halle bis 3. Januar 1927. Wurm war als Nationalkonservativer Mitglied der DNVP. Am 8. Juni 1920 wurde er zum Oberbürgermeister der nachmaligen Lutherstadt Wittenberg gewählt. Wurm prägte ab 1928 in der Auseinandersetzung und Abgrenzung mit den anderen Lutherstädten den Spruch:

„Alles für unsere liebe Lutherstadt. Vorwärts in der Welt, voran Wittenberg.“

1932 wurde er für weitere 12 Jahre im Amt bestätigt und war damit bis zur Wiedervereinigung letzter demokratisch gewählter Oberbürgermeister  Wittenbergs.
Nachdem die Nationalsozialisten immer mehr Einfluss in Wittenberg gewannen, wurde Wurm ab Januar 1933 zusehends unter Druck gesetzt, sodass er Anfang März 1933 einen Erholungsurlaub antrat, welcher bis zu seiner späteren Inhaftierung andauerte. Nach den Kommunalwahlen Mitte März 1933 war die absolute Mehrheit nicht mehr beim Parteiblock, welcher Wurm unterstützte. Im April 1933 wurde er aufgrund erdachter Korruptionsvorwürfe zwangsbeurlaubt und sogar einen Monat später nach Vernehmungen inhaftiert. Sofort begannen die nationalsozialistischen Kräfte die Amtsenthebung durchzuführen und mit Werner Faber einen kommissarischen Oberbürgermeister zu installieren. Wurm kam in das Amtsgerichtsgefängnis Torgau. Ende Mai 1933 wurde Wurm eine Frist von drei Tagen eingeräumt, sich gegen die Amtsenthebung zu äußern. Dies tat Wurm auch und bat darum, dass die Amtsenthebung nicht durchgeführt wird, da er unschuldig wäre und sich juristisch verteidigen würde.
Zu seinen Todesumständen gibt es eine Vielzahl von Informationen. In der öffentlichen Todesnachricht wird davon berichtet, dass Wurm schwer erkrankt nach Hause entlassen dort starb. Ein internes Schreiben gibt an, dass Wurm in Haft Selbstmord begangen hatte und Abschiedsbriefe mit Schuldeingeständnissen gefunden worden waren.